# Гомеш, Жозе Мануэл
Жозе Мануэл Мартинш Тейшейра Гомеш (порт. José Manuel Martins Teixeira Gomes; род. 28 августа 1970, Матозиньюш, Порту) — португальский тренер.

## Клубная карьера
Родился в Матозиньюше и начал тренировать в возрасте 20 лет, став тренером молодёжной команды «Клубе де Валадареш». В конце 90-х был ассистентом главного тренера в «Пасуш де Феррейра» и «Спортинге» (Ковильян).
С 1998 по 2003 год Гомес работал тренером по физподготовке в «Жил Висенте», «Пасуше» и лиссабонской «Бенфике». В сезоне 2003/04 он встал у руля второй команды в его карьере, игравшей в премьер-лиге (первой была «Бенфика»). Однако спустя 8 игр (из них 7 — поражения) был уволен, а клуб в итоге покинул элитный дивизион.
Гомеш провёл большую часть следующих лет во втором дивизионе. В сезоне 2005/06 у Мануэла была новая попытка закрепиться в высшем дивизионе его страны (отыграв пять матчей, из которых два поражения и три ничьих соответственно) «Униан Лейрия».
В конце мая 2008 года Гомес был нанят «Порту» в качестве ассистента Жезуалду Феррейры, став его постоянным помощником на несколько лет, даже после ухода из «Порту». Он продолжал работу с Феррейрой в испанской «Малаге» и греческом «Панатинаикосе».